# Fluxiós molekula
A fluxiós molekulák olyan molekulák, melyek dinamikus változásai során atomjai egy része vagy egésze szimmetriaekvivalens helyzetek közt megy át. Mivel gyakorlatilag minden molekula fluxiós bizonyos szempontok, például kötésfordulás szerint, a „fluxiós” szó használata a kontextustól és a dinamikát meghatározó módszertől függ. Gyakran egy molekulát akkor tekintenek fluxiósnak, ha spektroszkópiai sávjai a Heisenberg-féle határozatlansági elv által meghatározottnál nagyobb sávszélesedést mutatnak a kémiai cserék miatt. Egyes esetekben lassú fluxió esetén a fluxiós molekulát nem spektroszkópiailag, hanem izotópjelöléssel vagy máshogy határozzák meg.

## Spektroszkópiai vizsgálatok
Számos fémorganikus vegyület fluxiós. A fluxiósság mindenre kiterjed.

### NMR-spektroszkópia
Az NMR-spektrumok hőmérsékletfüggő változásai a fluxiós molekulákkal összefüggő dinamikából következnek, ha ezek az NMR által észlelhető frekvenciakülönbségeknek megfelelő sebességgel történnek. E kísérlet a DNMR, és jellemzően különböző hőmérsékleteken való spektrumfelvételből állnak. Ideális esetben az alacsony hőmérsékletű spektrumok a „lassúcsere-határhoz” rendelhetők, mivel magas hőmérsékleten az ekvivalens helyek kiegyenlítődnek. A DNMR előtt a reakciókinetikát nem egyensúlyi keverékeken vizsgálták az egyensúly felé haladást vizsgálva.
Sok molekuláris folyamat fluxiós, ami NMR időskálán is vizsgálható. A későbbi példákon kívül további gyakori példa a bullvalén Cope-átrendeződése és a ciklohexán gyűrűátfordulása.
A hagyományos DNMR-elemzéshez túl lassú folyamatokhoz a spintelítéstranszfer (SST, más néven EXSY, cserespektroszkópia) használható. Ez a frekvenciáról ad információt, ha az 1/T1 feletti.

### IR-spektroszkópia
Bár kevésbé gyakori, egyes dinamikus változások az infravörös spektroszkópia szintjén is észlelhetők. Példa erre a kevert vegyértékű fémklaszterdimerek elektronátvitele. Két 10 cm−1 eltérésű frekvencia egyesülésére az egyenlet eredménye:
{\displaystyle k\sim \Delta \nu _{\circ }\sim 2(10\mathrm {cm} ^{-1})(29\ 979\ 245\ 800\mathrm {cm/s} )\sim 599\ 594\ 916\ 000\mathrm {s} ^{-1}.}
Tehát az IR időskálán lévő sávszélesedést tartalmazó folyamatoknak gyorsabbnak kell lenniük az NMR-időskálán végbemenőknél.

## Példák

### Ciklohexán és hasonló gyűrűk

A ciklohexán gyűrűátfordulása kád konformáción át.

A ciklohexán és számos hasonló gyűrűs vegyület ekvivalens állapotai közti átmenet a gyűrűátfordulás. Az egyik konformáció axiális C–H kötései a másikban ekvatoriálisak lesznek, és fordítva. Standard hőmérsékleten az egyensúly gyorsan beáll. A proton- és 13C-NMR-spektrumok csak szinguletteket mutatnak standard hőmérséklet körül. Alacsony hőmérsékleten a proton-NMR spektrum szingulettje felbomlik, de a 13C-NMR-spektrumé nem változik.

### 5 koordinációs számú vegyületek Berry-pszeudorotációja

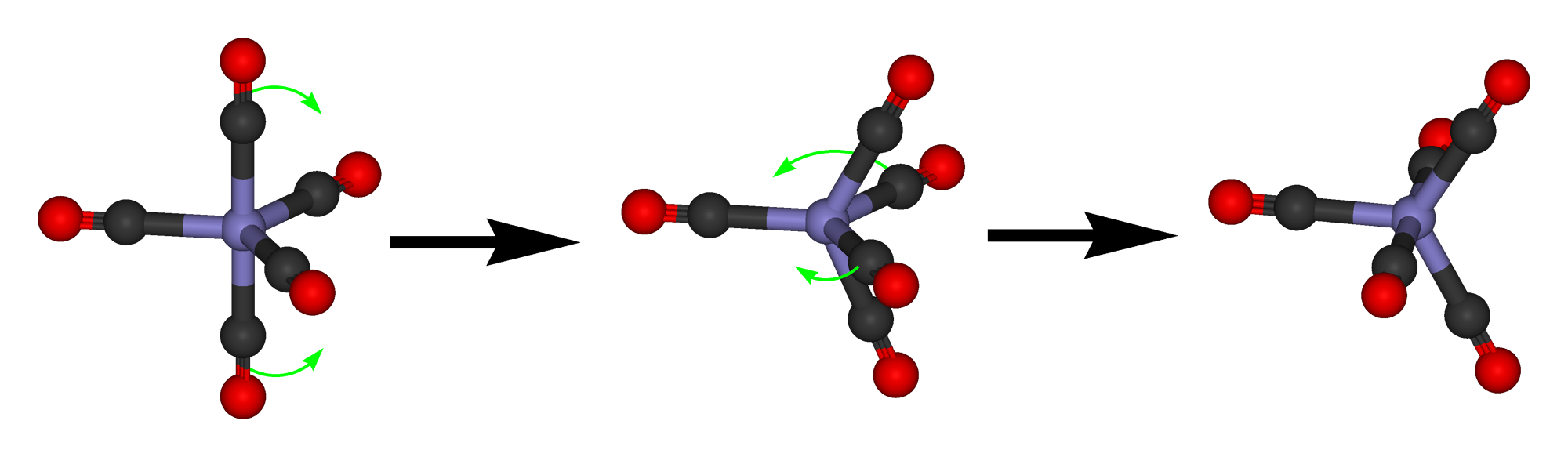
Fe(CO)_{5} pszeudorotációja

Gyakori fluxiós molekula a foszfor-pentafluorid. A 19F-NMR spektruma egy 31P-hez kapcsolódó dublettből áll, ez alapján az ekvatoriális és az axiális fluoratomok NMR-időskálán gyorsan cserélődnek. A 19F-spektroszkópia még −100 °C-on se különbözteti meg az axiális és az ekvatoriális fluoratomokat. Ezen ekvivalencia oka a Berry-pszeudorotáció alacsony aktivációs energiája, mely során gyorsan helyet cserélnek az axiális és az ekvatoriális fluoratomok. A vas-pentakarbonil (Fe(CO)5) a PF5 mintáját követi: csak egy jel észlelhető a 13Cspektrumában standard hőmérséklet körül, alacsony hőmérsékleten két jel észlelhető 2:3 arányban. A kén-tetrafluoridban hasonló minta jelenik meg, bár abban csak 4 ligandum van.
Jól ismert fluxiós ion a metánium (CH+5). E vegyületben, melynek IR-spektrumát kísérletileg megfigyelték és felismerték, a protoncsere aktivációs energiája a nullponti energia alatt van, így 0 K-en sincs egyértelműen meghatározható szerkezet – a hidrogénatomok mindig mozognak. Egész pontosan a CH+5 protonjainak térbeli elszolása sokkal szélesebb a metánban (CH4) lévő hidrogéneknél.

### 6 koordinációs számú molekulák
Míg a fluxiósság az 5 koordinációs számú molekulák esetén gyakori, a 6 koordinációs számúak általában ridegebb oktaéderes molekulákat alkodnak, ahol a 6 ligandum szoros csoportot alkot a központ körül. E vegyületek Ray–Dutt-csavarodással és Bailar-csavarodással átrendeződnek, de ezek energiagátjai elég magasak, hogy ne vezessenek sávszélesedéshez. Egyes vegyületek esetén az átrendeződés egy ligandum disszociációja révén történik, 5 koordinációs számú intermediert adva, mely képes a fenti mechanizmusokra. Egy harmadik módszer, mely a Fe(CO)4(SiMe3)2 és a hasonló hidridkomplexek esetén fordul elő, a ligandumok átrendeződése a négy CO ligandum által meghatározott tetraéder lapjain való ligandumátrendeződés.

### Dimetilformamid
Fluxiós molekula továbbá a dimetilformamid (DMF).
100 °C körül az 500 MHz-es proton-NMR-spektrum egy metilcsoportjelet mutat. Standard hőmérséklet körül azonban a nem ekvivalens metilcsoportokra külön jelek láthatók. A csere sebessége a két jel egyesülésének hőmérsékletekor számítható. Ez az egyesülési hőmérséklet mérési mezőtől függ. A megfelelő egyenlet:
{\displaystyle k={\frac {\pi \Delta \nu _{\circ }}{2^{1/2}}}\sim 2{,}22\Delta \nu _{\circ }}
ahol Δνo a különbség a két cserehely frekvenciája közt. Ezek az alacsony hőmérsékletű határ-NMR-spektrumból számíthatók. Alacsonyabb hőmérsékleten a dinamikus mozgás folytatódik, de az a sávszélesedéshez csak kevéssé járul hozzá.
Például ha Δνo = 1 ppm 500 MHz-en:
{\displaystyle k\sim 2{,}22(500)=1110\mathrm {s} ^{-1}} (0,45 ms felezési idő)

### „Gyűrűmozgás”
A Fe(η5-C5H5)(η1-C5H5)(CO)2 esetén „gyűrűmozgás” jelenik meg.

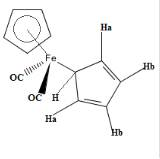
A gyűrűmozgással rendelkező Fe(η^{5}-C_{5}H_{5})(η^{1}-C_{5}H_{5})(CO)_{2} szerkezete

30 °C-on a proton-NMR-spektrumon 2 csúcs van, egy (δ5,6) a η5-C5H5, egy a η1-C5H5 ligandumhoz tartozik. Ez utóbbi szingulettje alacsony hőmérsékleten szétválik a Fe szénatomok közti ugrása miatt a η1-C5H5 ligandumon. Két mechanizmust feltételeztek, a jelenleg elfogadott az 1,2-átrendeződés.

## Fordítás
Ez a szócikk részben vagy egészben  a   Fluxional molecule című angol Wikipédia-szócikk ezen változatának fordításán alapul.  Az eredeti cikk szerkesztőit annak laptörténete sorolja fel. Ez a jelzés csupán a megfogalmazás eredetét és a szerzői jogokat jelzi, nem szolgál a cikkben szereplő információk forrásmegjelöléseként.